# 吉冨かなえ
吉冨 かなえ（よしとみ かなえ、1989年1月30日 - ）は、日本の声優、女優。千葉県出身。

## 人物
学校法人東放学園高等専修学校卒業。
EBAプロダクション、Five Star Agencyに所属していた。
2005年11月、智一・美樹のラジオビッグバンの7代目アシスタント（第5期BGP）となる。アシスタントのメンバーで、Kistyというユニットを結成していた。
ハイスクール・ミュージカルをこよなく愛している。
時代劇に出演したいという理由から、乗馬を習っていた時期がある。

## 出演作品

### ドラマCD
- ガッシバトラーG
- 君の名前が呼べるまで

### ラジオ
- 智一・美樹のラジオビッグバン（文化放送、第5期BGP　2005年11月 - 2006年9月）
  - KistyのKisty Time（BBQR：? - 2006年7月2日） - パーソナリティ
- ウィンディーズマニア！シャバダバ！「かなえスパークリングナイト！」（市川うららFM）

#### CD
- 「恋人は……（テンテンテン）」（Kisty名義）

### 実写
テレビ
- トミカヒーロー レスキューフォース

### 舞台
- 「いいだせなくて」（2007年、脚本：園田英樹）
- 「飯田家の最期」（2009年、劇団空感エンジン）
- 「万華鏡賛歌」（2013年、流星揚羽、シアターグリーンBOX in BOX）
- Office54「23区女子」（2016年5月27日 - 30日、座 高円寺2） - 品川区 役
- Southern’X「星空ハーモニー」（2017年4月18日 - 23日、CBGKシブゲキ!!） - ♯チーム 名野早理 役